# Torneo de Viena 2009
El Torneo de Viena es un evento de tenis que se disputa en Viena, Austria,  se juega entre el 24 de octubre y el 1 de noviembre de 2009.

## Campeones
- Individuales masculinos:  Jürgen Melzer derrota a   Marin Čilić, 6–4, 6–3.

- Dobles masculinos:  Łukasz Kubot /  Oliver Marach  derrotan a  Julian Knowle /  Jürgen Melzer, 2–6, 6–4, [11–9].